# 襄阳日报
襄阳日报是中华人民共和国湖北省襄阳市的一份报刊，也是中共襄阳市委机关报，覆盖全市范围。

## 历史沿革
1949年9月10日，中共襄阳地委机关报《襄阳日报》创刊。社址位于襄阳新街。梁斌担任首任社长。初为三日刊，四开二版，后为双日刊，四开四版。读者对象主要为农民和农村基层干部。1950年5月底，为了集中办好《湖北农民报》，遵照中共湖北省委的指示，《襄阳日报》停刊。1951年3月6日，中共襄阳地委向湖北省委请示复刊，同月26日正式复刊。1952年12月，郧阳专区撤销，《郧阳报》与《襄阳日报》合并，成立新的《襄阳日报》。1953年7月，由于《襄阳日报》为三日刊，名不副实，遂改名为《襄阳报》。1961年1月21日停刊。同年8月15日复刊，为双日刊。1967年1月1日，襄阳报社被造反派夺权。期间多次更名。1967年1月23日，改名《新襄阳报》。同年3月12日，改名《襄阳报》。1967年8月7日，改名《新襄阳报》。1969年2月25日，改名《襄阳报》。
1956年3月26日，中共襄樊市委（县级）创办《襄樊报》，四开四版。初为五日刊，后改为三日刊。1961年1月13日停刊。1980年6月1日复刊，社址位于樊城红光路。
1983年8月19日，国务院批准撤销襄阳地区，其行政区域并入襄樊市。1984年1月1日，《襄阳报》与《襄樊报》合并，同时改名为《襄樊日报》，四开四版，周六刊。社址位于襄阳新街。
1994年1月1日，改为对开四版。2007年1月1日，扩为对开八版彩报。2008年3月，开通数字报。
2010年11月26日，中华人民共和国国务院批复同意襄樊市更名为襄阳市。2010年12月9日，《襄樊日报》更名为《襄阳日报》。